# Oxalis chamaecrista
Oxalis chamaecrista är en harsyreväxtart som beskrevs av Henri Ernest Baillon. Oxalis chamaecrista ingår i släktet oxalisar, och familjen harsyreväxter. Inga underarter finns listade i Catalogue of Life.